# Condalia warnockii
Condalia warnockii är en brakvedsväxtart som beskrevs av Marshall Conring Johnston. Condalia warnockii ingår i släktet Condalia och familjen brakvedsväxter. Utöver nominatformen finns också underarten C. w. kearneyana.